# Derde amendement van de Grondwet van de Verenigde Staten

Bill of Rights

Het derde amendement van de Grondwet van de Verenigde Staten is een onderdeel van de Bill of Rights, dat op 15 december 1791 werd toegevoegd aan de grondwet. Het artikel verbiedt dat soldaten in vredestijd zonder toestemming van eigenaar in een huis ingekwartierd mogen worden. Het amendement is een van de minst omstreden delen van de Grondwet.

## Tekst
No Soldier shall, in time of peace be quartered in any house, without the consent of the Owner, nor in time of war, but in a manner to be prescribed by law.

(Vert.) Geen soldaat zal in vredestijd ingekwartierd worden in welk huis dan ook, zonder toestemming van de eigenaar, noch in een oorlogstijd, anders dan op een wijze zoals voorgeschreven door de wet.

## Achtergrond
Het Britse parlement stelde in 1765 de eerste van de zogeheten inkwartierwetten op, waarbij de Amerikaanse koloniën verplicht werden om de kosten van de Britse soldaten die in de koloniën dienden te betalen, en dat ze moesten zorgen voor een onderdak wanneer de lokale legerbarakken  te weinig ruimte boden. Na de Boston Tea Party werd er een nieuwe wet in het leven geroepen waardoor het Britse leger toestemming om haar soldaten overal mocht onderbrengen, inclusief privéwoningen. Deze wet was een van de misstanden die uiteindelijk leidde tot de Amerikaanse Onafhankelijkheidsoorlog.
Toen de Grondwet in 1789 ter ratificatie werd aangeboden, wilde een gedeelte van het Congres de grondwet niet aannemen zonder de rechten van de burger vast te stellen. Als aanvulling op de Grondwet kwam James Madison daarom met tien amendementen, de zogeheten Bill of Rights
Het derde amendement is een van de minst geciteerde delen van de grondwet, feitelijk omdat zich weinig situaties voordeden met conflicten op Amerikaanse bodem waarbij het leger soldaten per se in privéwoningen moest onderbrengen. Soms wordt het amendement gebruikt om te onderbouwen dat de opstellers van de Grondwet impliciet uitgingen van het recht op privacy. Rechter Robert Jackson citeerde het amendement in 1952 in de zaak Youngstown Sheet & Tube Co. v. Sawyer om aan te geven dat de bestuurlijke macht zelfs in oorlogstijd onderworpen was aan de wetgevende macht.